# Louis Dreyfus Armateurs
Louis Dreyfus Armateurs SAS (LDA) ist ein französisches Schifffahrtsunternehmen mit Sitz in Suresnes bei Paris.

## Einzelheiten
Die Reederei ging 2007 aus der Louis Dreyfus Group hervor. Die Wurzeln der Schifffahrtsaktivitäten dort reichen bis ins Jahr 1890 zurück.
Das Unternehmen ist in folgende Hauptarbeitsbereiche aufgeteilt:
- Die Massengut-Schifffahrt ist das Kerngeschäft und gleichzeitig der traditionsreichste Teil des Unternehmens, da die Reederei dort bereits seit 1893 tätig ist. Heute werden unter dem Dach der 100-prozentigen Tochtergesellschaft Cetragpa SNC rund zwanzig Massengutschiffe betrieben. Die Flotte umfasst Handysize-Bulker mit und ohne Ladegeschirr, Supramax-, Capesize- und Dunkirkmax-Schiffe zwischen 20.000 und 180.000 Tonnen Tragfähigkeit.[1]
- Die RoRo- und RoPax-Dienste werden durch LDA, LD Lines, LD Transmanche SAS und GLD Atlantique betrieben.
  - Seit 2004 unterhält LDA in Zusammenarbeit mit der Reederei Leif Höegh das RoRo-Schiff Ville de Bordeaux, mit dem Bauteile des Airbus A380 zwischen verschiedenen Airbus-Fertigungsstätten befördert werden. 2008 setzte man ein weiteres Schiff, die City of Hamburg in Fahrt.
  - Die Fährgesellschaft LD Lines wurde 2003 als 100-prozentiges Tochterunternehmen gegründet und betreibt Dienste über den Ärmelkanal, zwischen Marseille und Tunis und zwischen Saint-Nazaire und Gijón. Die Ärmelkanal-Verbindungen und der Dienst zwischen Marseille und Tunis werden in Zusammenarbeit mit DFDS unterhalten, wobei LD Lines vier gecharterte und ein eigenes Schiff und DFDS fünf Schiffe einbringt. 
Am 3. November 2013 übernahm LD Lines mit dem 2007 gebauten Fährschiff Norman Asturias die Verbindung zwischen dem südenglischen Hafen Poole und Santander in Nordspanien.[2]
  - Die Tochtergesellschaft Transmanche Ferries wurde gegründet, um die Fährverbindung zwischen Dieppe und Newhaven weiterzuführen und wird seit 2007 von Louis Dreyfus Armateurs betrieben. GLD Atlantique, ein Joint Venture zwischen Louis Dreyfus Armateurs und der Grimaldi Group, unterhielt von 2005 bis 2009 eine Fährverbindung zwischen Toulon und Civitavecchia. Heute unterhält die Reederei den Fährbetrieb zwischen Saint-Nazaire und Gijón.[3]
- Der Sektor Offshore-Schifffahrt wird mit 33 Schiffen und anderen Einheiten von LDA und den Tochterreedereien LD Travocean SAS, Alda Marine SAS, Fairmount Marine BV und LDA Seismic betrieben.
  - LDA verchartert zurzeit fünf Seismik-Forschungsschiffe an das Geophysikunternehmen CGGVeritas.
  - Die Unternehmen LD Travocean und Alda Marine arbeiten mit eigenen Kabellegern und anderen Einheiten auf dem Sektor Seekabelverlegung und -wartung.
  - Das 1980 gegründete niederländische Unternehmen Fairmount Marine wurde 2007 von LDA übernommen. Es betreibt eine Flotte von sechs Schleppern und ein Halbtaucherschiff. Fünf baugleiche Ankerziehschlepper der Fairmount-Klasse werden für Hochseeverschleppungen, Bergungen und Offshoredienste eingesetzt, ein weiterer Mehrzweckschlepper kann außerdem auch als Versorger, Taucherbasis- und Wohnschiff verwendet werden. Darüber hinaus verfügt Fairmount Marine über die Halbtaucher-Hochseebarge Gavea Lifter mit 50.000 Tonnen Tragfähigkeit, mit der große schwimmende Einheiten, wie Ölrigs, Schiffe, Bauteile über See verschleppt werden können.[4]
- Das Unternehmen bereedert seit 2017 das französische Forschungs- und Versorgungsschiff Marion Dufresne.
- Der Bereich Industrielogistik wird durch die in Singapur und Jakarta ansässige Orchard Maritime Services mit rund zwanzig Schiffen und Einheiten in Südamerika und Asien betrieben. In der Hauptsache handelt es sich um den Ladungsumschlag und Leichterdienste von Massengütern.